# Distrito de Offenbach
El Distrito de Offenbach (en alemán: Landkreis Offenbach) en la Región de Darmstadt ubicado en el estado federal de Hesse (Alemania) limita con los distritos de Meno-Kinzig, Aschaffenburg (Baviera), Darmstadt-Dieburg, Groß-Gerau, así como las ciudades independientes de Fráncfort del Meno, Offenbach del Meno y Darmstadt. La capital del distrito desde el año 2002 es Dietzenbach.

## Geografía
El distrito de Offenbach se encuentra en el denominado "Untere Mainebene" (llanuras bajas del río Meno) con el Rodgau y el Dreieich. El río Meno diseña la frontera norte del territorio del distrito.

## Composición del distrito
(Habitantes a 30 de junio de 2006)
| - 1. Dietzenbach (Kreisstadt) (33.155) - 2. Dreieich (40.682) - 3. Heusenstamm (18.331) - 4. Langen (35.259) - 5. Mühlheim am Main (26.634) - 6. Neu-Isenburg (35.400) - 7. Obertshausen (24.204) - 8. Rodgau (43.380) - 9. Rödermark (26.246) - 10. Seligenstadt (19.795) | - 1. Egelsbach (9.592) - 2. Hainburg (14.929) - 3. Mainhausen (9.204) |